# Nochascypha
Nochascypha es un género de hongos en la familia Marasmiaceae. El género contiene seis especies propias de América del Sur.